# Бадаламенти, Анджело
А́нджело Бадаламе́нти (англ. Angelo Badalamenti; иногда упоминается как Э́нди Бада́ле, англ. Andy Badale; 22 марта 1937, Нью-Йорк — 11 декабря 2022, Линкольн-Парк, Нью-Джерси) — американский пианист и кинокомпозитор. Наиболее известен как автор музыки к фильмам и телесериалам Дэвида Линча, включая мелодию опенинга «Твин Пикс». Всего написал музыку более чем к 70 фильмам и телесериалам.

## Биография
Родился в Бруклине 22 марта 1937 года. Мать — из Сицилии, отец — из континентальной Италии. С детства увлекался оперой и классической музыкой. Начал обучаться игре на фортепиано с восьми лет. В подростковом возрасте, когда Бадаламенти уже на профессиональном уровне владел техникой игры на инструменте, во время летних каникул подрабатывал, аккомпанируя певцам на курортах в горах Катскилл. Учился в Школе музыки Истмена и Манхэттенской школе музыки.
Сотрудничество с Линчем началось, когда Бадаламенти наняли в качестве учителя пения для Изабеллы Росселлини на съёмках фильма «Синий бархат». Росселлини должна была петь в этом фильме «Песнь к Сирене» (англ. Song to the Siren), написанную Тимом Бакли, но Линч не смог достать права́ на использование этой песни в фильме. Тогда Линч и Бадаламенти скооперировались, чтобы написать новую песню для фильма — она получила название «Тайны любви» (англ. Mysteries of Love); Бадаламенти написал музыку, а Линч — стихи. В том же фильме, по просьбе Линча, Бадаламенти снялся в роли пианиста в клубе. Так начался творческий союз композитора и режиссёра.
Скончался 11 декабря 2022 года.

## Творчество

### Музыка к фильмам
- 1986 — Синий бархат / Blue Velvet
- 1987 — Кошмар на улице Вязов 3: Воины сна / A Nightmare on Elm Street 3: Dream Warriors
- 1990 — Дикие сердцем / Wild at Heart
- 1990 — Твин Пикс / Twin Peaks
- 1990 — Утешение незнакомцев / The Comfort of Strangers
- 1992 — Твин Пикс: Сквозь огонь / Twin Peaks: Fire Walk With Me
- 1995 — Город потерянных детей / La Cité des enfants perdus
- 1997 — Шоссе в никуда / Lost Highway
- 1999 — Простая история / The Straight Story
- 1999 — Дорога на Арлингтон / Arlington Road
- 2000 — Пляж / The Beach
- 2001 — Малхолланд Драйв / Mulholland Drive
- 2002 — Секретарша / Secretary
- 2003 — Опасные связи / Les liaisons dangereuses
- 2004 — Эвиленко / Evilenko
- 2004 — Академия смерти / Napola — Elite für den Führer
- 2004 — Долгая помолвка / Un long dimanche de fiançailles
- 2005 — Тёмная вода / Dark Water
- 2006 — Плетёный человек / The Wicker Man
- 2009 — 44 дюйма[англ.] / 44 Inch Chest
- 2013 — Сталинград
- 2017 — Твин Пикс: Возвращение / Twin Peaks: The Return

### Музыка к видеоиграм
- 2005 — Фаренгейт / Fahrenheit: Indigo Prophecy

### Актёрство
Единственной актёрской работой Анджело Бадаламенти стала роль Луиджи Кастельяни в фильме «Малхолланд Драйв». Были также эпизодические роли человека за роялем в телесериалах «В прямом эфире» и «Твин Пикс: Возвращение» и фильме «Синий бархат».

## Награды
- 1990 — Премия «Грэмми» за лучшее инструментальное поп-исполнение Twin Peaks Theme
- 1993 — Премия «Независимый дух» за лучший оригинальный саундтрек («Твин Пикс: Сквозь огонь»)
- 2002 — Премия Общества онлайн-кинокритиков[англ.] в номинации «Лучший саундтрек» («Малхолланд Драйв»)
- 2005 — Премия World Soundtrack Awards[англ.] в номинации «Композитор саундтрека года» («Долгая помолвка»)
- 2011 — Премия Генри Манчини Американского общества композиторов, авторов и издателей

## Наследие и влияние
Работы Бадаламенти над саундтреками к сериалу «Твин Пикс» и «Твин Пикс: Огонь, иди за мной» признаны музыкантами работающими в таких направлениях, как funeral jazz и doom jazz, как наиболее сильно повлиявшее на их творчество музыкальное явление. Среди них такие известные коллективы, как Bohren und Der Club of Gore, Dale Cooper Quartet and The Dictaphones, The Kilimanjaro Darkjazz Ensemble.